# Station Indro
Indro is een spoorwegstation in de Indonesische provincie Oost-Java.

## Bestemmingen
- Komuter Sidoarjo–Indro: naar Sidoarjo